# Шевченковка (Киевская область)
Шевче́нковка — село в Васильковском районе Киевской области

## Возникновение
В документах XV столетия упоминаются сёла Глеваха, Гуляльники (Мотовыливка), Гвоздив, Тростинка, Рославичи, Иванковичи, Соколча (Соколивка). В XVI столетии в документах упоминается и село Глеваха, которое в 1561 году принадлежало феодалу Семену Гриньковичу. Право купли села Глевахи за 3000 пудов хлеба Семеном Гриньковичем было подтверждено польскими королями. В 1565 году село приобрела Киево-Печерская лавра. Насчитывало оно к тому времени 69 дворов.
История села Шевченковка начинается с 1928 года. (в почтовом отделении Шевченковки сказали, что село существует с 1926 года) Именно тогда среди необжитой степи возникло три населённых пункта: хутор Червоное выходцы из села В.Ольшанка, село Шевченковка (поселок), выходцы из села Тростинка и хутор Червоное Поле, выходцы из сел Барахты и Погребы. В 1930 году здесь начали образовываться коллективные хозяйства. Жители Червоное объединились в колхоз имени Шевченко, который возглавил С. Д. Еременко. Жители Шевченковки (Поселок) объединились в колхоз «Вторая пятилетка» во главе с К - М. Миненком, а жители Червоное Поля создали колхоз имени 15-летия ВЛКСМ, который возглавил Л. С. Ясненко. Председателем сельского Совета был Ф.К  Волошин.
Краевой историк Николай Поликарпович Таран из Гребенков считает, что все три хутора существовали и раньше. По его мнению, хутора были основаны в конце XVII века. Есть две версии:
1. Хутора основали поселившиеся там казаки во времена Богдана Хмельницкого
2. После раздела Польши, когда Киев и большая часть нынешнего Васильковского района достались России, крестьянам, бежавшим от поляков, разрешили селиться в слободках, которые потом превратились в хуторки.

## Голод на Украине (1932—1933)
Семен Минович Баришпол из Шевченковки Васильковского района на Киевщине рассказывал: «Тому, кто пахал, выдавали в колхозе по 200 граммов какой-то перебитой крупы. Мать получала их в амбаре, варила кулеш — вот и вся еда на всех. Конечно, у кого семья была большая, кулеш не спасал. Работал с нами на пахоте Лука Гуйда. Бросил кони, пошел обедать и больше не вышел в поле. Побежали к нему, но нашли на полдороге мертвого, даже домой не дошел. А дома жена и дети лежат уже опухшие от голода».
В Шевченковке на Васильковщине центральная усадьба Степь до 33-го насчитывала 120 домов, после него — всего 43.